# Gran Pallars
Skipallars (Gran Pallars) és un domini esquiable que aglutina les estacions d'Espot Esquí i Port Ainé, a la comarca catalana del Pallars Sobirà, des de la temporada 2007-2008. A més tenen un acord comercial amb Tavascan i comparteixen forfet.
Espot Esquí va obrir l'any 1967, té 22 pistes i una àrea esquiable de 23,5 km. Port Ainé, obrí l'any 1986, té una àrea esquiable de 44 km.
Gran Pallars va néixer amb l'objectiu de consolidar el sector de la neu de la comarca del Pallars Sobirà. La societat està formada per 41 empresaris de la comarca, els ajuntaments d'Espot, Rialp i la Diputació de Lleida i gestionen les dues estacions que són propietat de l'Institut Català de Finances. Tavascan encara és propietat municipal i podria  integrar-se totalment dins del domini de Gran Pallars.